# Рой Бейкер
Рой Бейкер (англ. Roy Ward Baker; 19 грудня 1916, Лондон, Велика Британія — 5 жовтня 2010, там само) — британський режисер.

## Біографія
Здобув освіту у Франції.
У 1934 р. вступає на роботу в Gainsborough Pictures. У 1938 р. стає помічником режисера у Альфреда Хічкока в картині «Леді зникає» (1938).
Під час Другої світової війни вступив на військову службу офіцером, але вже в 1943 р. перейшов у Army Kinematograph Unit на посаду режисера навчальних фільмів. У ці роки почалася його співпраця зі сценаристом Еріком Емблером, він знімає трилер «Жовтнева людина» (The October Man).
У 1948 р. Бейкер ставить драму «Слабка стать» (The Weaker Sex), що показує побут звичайної сім'ї у воєнний час. У наступному році він знімає трилер «Паперова орхідея» (Paper Orchid) про таємничі вбивства, що відбуваються в газетній промисловості. Його наступний фільм «Ранкове відплиття» (Morning Departure) з Джоном Міллсом в головній ролі отримує приголомшливий успіх. У результаті американський продюсер Дерріл Зана запрошує режисера в Голлівуд, де він знімає три фільми, найкращим з яких вважається драма «Інферно» (Inferno, 1953).
У 1950-х роках Бейкер ставить кілька якісних драм, «Той, що пішов» (The One That Got Away, 1957), що розповідає про реальну долю німецького аса, який зумів втекти з британського табору для військовополонених, «Запам'ятайте цю ніч» (A Night to Remember, 1958), в якому розповідається про катастрофу «Титаніка». За неї Бейкер отримав «Золотий глобус» за найкращий іноземний фільм англійською мовою. У його фільмі «Можна входити без стуку» (Don't Bother to Knock, 1952) знялася Мерилін Монро.
У 1960-х роках він повертається до Великої Британії, звідти в 1961 р. вирушає до Мексики, де знімає вестерн «The Singer Not the Song». У 1960–1967 роках працює на телебаченні, знімаючи такі серіали, як «Месники» (The Avengers) і «Святий» (The Saint).
У 1967 р. починається його співпраця із студією Хаммер, для якої він знімає перший фільм «Куотермасс і колодязь» (Quatermass and the Pit). Потім з'являється чорна комедія «Річниця» (The Anniversary) з Бетт Девіс у головній ролі. Далі йдуть космічний вестерн «Луна Нуль Два» (Moon Zero Two, 1969), сексуальна «страшилка» «Коханки-вампірши» (The Vampire Lovers, 1970), «Шрами Дракули» (Scars of Dracula, 1970) і екранізація класичного роману Роберта Льюїса Стівенсона «Доктор Джекілл і сестра Хайд» (Dr Jekyll & Sister Hyde, 1971).
У 1970-х роках, працюючи з кінокомпанією Амікус, знімає хоррор-антологію «Лікарня» (Asylum, 1972), за яку отримує нагороду на Берлінському міжнародному кінофестивалі. Після цього популярність режисера пішла на спад, він ще працював над серіалами до відходу на пенсію в 1992 році, проте помітного успіху вони не мали.